# Homalium axillare
Homalium axillare är en videväxtart som först beskrevs av Jean-Baptiste de Lamarck, och fick sitt nu gällande namn av George Bentham. Homalium axillare ingår i släktet Homalium och familjen videväxter. Inga underarter finns listade i Catalogue of Life.